# V liga polska w piłce nożnej (2009/2010)
V liga w sezonie 2009/2010 była rozgrywkami oddzielnego szóstego poziomu ligowego piłki nożnej mężczyzn w Polsce w województwie małopolskim i zachodniopomorskim, które prowadzone były w 4 grupach. Mistrzowie i wicemistrzowie grup awansowali do IV ligi, natomiast najsłabsze drużyny spadło do odpowiedniej terytorialnie grupy klasy A.

## Województwo małopolskie

### Grupa Kraków-Wadowice

#### Drużyny
| Uczestnicy poprzedniej edycji                                                                                 | Uczestnicy poprzedniej edycji | Uczestnicy poprzedniej edycji | Uczestnicy poprzedniej edycji |
| --- | ----------------------------- | ----------------------------- | ----------------------------- |
| OPW | Orzeł Piaski Wielkie          | 3                             |                               |
| WRW | Wróblowianka Wróblowice       | 4                             |                               |
| SKS | Skawinka Skawina              | 5                             |                               |
| KBO | KS Borek                      | 6                             |                               |
| NNW | Niwa Nowa Wieś                | 7                             |                               |
| ŚKR | Świt Krzeszowice              | 8                             |                               |
| SOZ | Spójnia Osiek-Zimnodół        | 9                             |                               |
| TKR | Tramwaj Kraków                | 10                            |                               |
| ŚLE | LKS Śledziejowice             | 11                            |                               |
| ZEM | Garbarz Zembrzyce             | 12                            |                               |
| Spadek z IV ligi 2008/2009                                                                                    |                               |                               |                               |
| grupa małopolska                                                                                              |                               |                               |                               |
| GOS | Gościbia Sułkowice            | 17                            |                               |
| PŁO | Płomień Jerzmanowice          | 18                            |                               |
| Awans z klasy okręgowej 2008/2009                                                                             |                               |                               |                               |
| grupa Kraków                                                                                                  |                               |                               |                               |
| JOR | Jordan Sum Zakliczyn          | 1                             |                               |
| LKR | Lotnik Kryspinów              | 2                             |                               |
| grupa Wadowice                                                                                                |                               |                               |                               |
| PRE | Przeciszovia Przeciszów       | 1                             |                               |
| SPR | Sokół Przytkowice             | 2                             |                               |
| Oznaczenia: - kolumna pierwsza – skróty nazw drużyn, - kolumna trzecia – miejsce zajęte w poprzednim sezonie. |                               |                               |                               |

#### Tabela
| Lp. | Drużyna                         | M  | Z  | R  | P  | Bramki | Bramki | Różn. | Pkt | Uwagi                       | Bezpośrednio |
| --- | ------------------------------- | -- | -- | -- | -- | ------ | ------ | ----- | --- | --------------------------- | ------------ |
| 1   | Przeciszovia Przeciszów (M) (A) | 30 | 20 | 7  | 3  | 67     | 23     | +44   | 67  | Awans do IV ligi            |              |
| 2   | Lotnik Kryspinów (A)            | 30 | 18 | 6  | 6  | 57     | 21     | +36   | 60  | Awans do IV ligi            |              |
| 3   | Tramwaj Kraków                  | 30 | 18 | 2  | 10 | 63     | 28     | +35   | 56  |                             |              |
| 4   | Wróblowianka Wróblowice         | 30 | 14 | 10 | 6  | 51     | 24     | +27   | 52  |                             |              |
| 5   | Garbarz Zembrzyce               | 30 | 16 | 3  | 11 | 54     | 40     | +14   | 51  |                             |              |
| 6   | Niwa Nowa Wieś                  | 30 | 12 | 10 | 8  | 43     | 29     | +14   | 46  |                             |              |
| 7   | Sokół Przytkowice               | 30 | 11 | 12 | 7  | 43     | 32     | +11   | 45  | SPR – SOZ 2:1 SOZ – SPR 0:2 |              |
| 8   | Spójnia Osiek-Zimnodół          | 30 | 13 | 6  | 11 | 61     | 47     | +14   | 45  | SPR – SOZ 2:1 SOZ – SPR 0:2 |              |
| 9   | Skawinka Skawina                | 30 | 13 | 5  | 12 | 48     | 53     | −5    | 44  |                             |              |
| 10  | Orzeł Piaski Wielkie            | 30 | 12 | 7  | 11 | 44     | 39     | +5    | 43  |                             |              |
| 11  | KS Borek                        | 30 | 10 | 9  | 11 | 49     | 41     | +8    | 39  | KBO – JOR 2:0 JOR – KBO 3:3 |              |
| 12  | Jordan Sum Zakliczyn            | 30 | 11 | 6  | 13 | 43     | 46     | −3    | 39  | KBO – JOR 2:0 JOR – KBO 3:3 |              |
| 13  | Świt Krzeszowice (S)            | 30 | 9  | 9  | 12 | 40     | 43     | −3    | 36  | Spadek do klasy okręgowej   |              |
| 14  | LKS Śledziejowice (S)           | 30 | 5  | 6  | 19 | 41     | 69     | −28   | 21  | Spadek do klasy okręgowej   |              |
| 15  | Gościbia Sułkowice (S)          | 30 | 4  | 7  | 19 | 22     | 59     | −37   | 19  | Spadek do klasy okręgowej   |              |
| 16  | Płomień Jerzmanowice (S)        | 30 | 0  | 3  | 27 | 16     | 148    | −132  | 3   | Spadek do klasy okręgowej   |              |

### Grupa Nowy Sącz-Tarnów

#### Drużyny
| Uczestnicy poprzedniej edycji                                                                                 | Uczestnicy poprzedniej edycji | Uczestnicy poprzedniej edycji | Uczestnicy poprzedniej edycji |
| --- | ----------------------------- | ----------------------------- | ----------------------------- |
| SKW | Skalnik Kamionka Wielka       | 4                             |                               |
| OPI | Olimpia Pisarzowa             | 5                             |                               |
| BAR | Barciczanka Barcice           | 6                             |                               |
| WSZ | Wisła Szczucin                | 7                             |                               |
| ODĘ | Orzeł Dębno                   | 8                             |                               |
| HEL | Helena Nowy Sącz              | 9                             |                               |
| DDT | Dąbrovia Dąbrowa Tarnowska    | 10                            |                               |
| WIG | Wisła Grobla                  | 11                            |                               |
| DZA | Dunajec Zakliczyn             | 12                            |                               |
| VIC | Victoria Witowice Dolne       | 131                           |                               |
| Spadek z IV ligi 2008/2009                                                                                    |                               |                               |                               |
| grupa małopolska                                                                                              |                               |                               |                               |
| SNS2 | Sandecja II Nowy Sącz         | 15                            |                               |
| ŻAB | MLKS Żabno                    | 16                            |                               |
| Awans z klasy okręgowej 2008/2009                                                                             |                               |                               |                               |
| grupa Nowy Sącz                                                                                               |                               |                               |                               |
| GRY | Grybovia Grybów               | 1                             |                               |
| ŁŁD | Łosoś Łososina Dolna          | 2                             |                               |
| grupa Tarnów                                                                                                  |                               |                               |                               |
| KNJ | KS Nowa Jastrząbka-Żukowice   | 1                             |                               |
| NI2 | LKS II Nieciecza              | 2                             |                               |
| Oznaczenia: - kolumna pierwsza – skróty nazw drużyn, - kolumna trzecia – miejsce zajęte w poprzednim sezonie. |                               |                               |                               |

Objaśnienia:
1. Dunajec Nowy Sącz zrezygnował z awansu do IV ligi i wycofał się po zakończeniu sezonu, w związku z czym awans uzyskała Olimpia Wojnicz, a w V lidze dodatkowo utrzymała się Victoria Witowice Dolne.

#### Tabela
| Lp. | Drużyna                        | M  | Z  | R | P  | Bramki | Bramki | Różn. | Pkt | Uwagi                       | Bezpośrednio              |
| --- | ------------------------------ | -- | -- | - | -- | ------ | ------ | ----- | --- | --------------------------- | ------------------------- |
| 1   | Sandecja II Nowy Sącz (M) (A)  | 30 | 22 | 5 | 3  | 84     | 16     | +68   | 71  | Awans do IV ligi            |                           |
| 2   | Dunajec Zakliczyn (A)          | 30 | 19 | 3 | 8  | 68     | 34     | +34   | 60  | Awans do IV ligi            |                           |
| 3   | KS Nowa Jastrząbka-Żukowice    | 30 | 17 | 5 | 8  | 56     | 38     | +18   | 56  |                             |                           |
| 4   | Helena Nowy Sącz               | 30 | 16 | 6 | 8  | 61     | 40     | +21   | 54  |                             |                           |
| 5   | MLKS Żabno                     | 30 | 15 | 7 | 8  | 69     | 40     | +29   | 52  |                             |                           |
| 6   | Barciczanka Barcice            | 30 | 15 | 4 | 11 | 55     | 41     | +14   | 49  |                             |                           |
| 7   | Skalnik Kamionka Wielka        | 30 | 13 | 9 | 8  | 53     | 47     | +6    | 48  |                             |                           |
| 8   | LKS II Nieciecza               | 30 | 11 | 7 | 12 | 57     | 58     | −1    | 40  |                             |                           |
| 9   | Grybovia Grybów                | 30 | 11 | 6 | 13 | 44     | 45     | −1    | 39  |                             |                           |
| 10  | Łosoś Łososina Dolna           | 30 | 10 | 6 | 14 | 46     | 62     | −16   | 36  |                             |                           |
| 11  | Orzeł Dębno                    | 30 | 9  | 6 | 15 | 45     | 63     | −18   | 33  |                             |                           |
| 12  | Olimpia Pisarzowa              | 30 | 9  | 5 | 16 | 51     | 71     | −20   | 32  | OPI – DDT 2:2 DDT – OPI 1:5 |                           |
| 13  | Dąbrovia Dąbrowa Tarnowska (S) | 30 | 9  | 5 | 16 | 34     | 51     | −17   | 32  | OPI – DDT 2:2 DDT – OPI 1:5 | Spadek do klasy okręgowej |
| 14  | Wisła Grobla (S)               | 30 | 7  | 8 | 15 | 49     | 75     | −26   | 29  |                             | Spadek do klasy okręgowej |
| 15  | Wisła Szczucin (S)             | 30 | 7  | 5 | 18 | 41     | 68     | −27   | 26  |                             | Spadek do klasy okręgowej |
| 16  | Victoria Witowice Dolne (S)    | 30 | 3  | 7 | 20 | 21     | 85     | −64   | 16  |                             | Spadek do klasy okręgowej |

## Województwo zachodniopomorskie

### Grupa koszalińska

#### Drużyny
| Uczestnicy poprzedniej edycji                                                                                 | Uczestnicy poprzedniej edycji | Uczestnicy poprzedniej edycji | Uczestnicy poprzedniej edycji |
| --- | ----------------------------- | ----------------------------- | ----------------------------- |
| MAL | Arkadia Malechowo             | 2                             |                               |
| DYG | Rasel Dygowo                  | 3                             |                               |
| CZA | Lech Czaplinek                | 4                             |                               |
| WIE | Wiekowianka Wiekowo           | 5                             |                               |
| KAR | Sokół Karlino                 | 6                             |                               |
| POL | Gryf Polanów                  | 7                             |                               |
| PPZ | Pogoń Połczyn Zdrój           | 8                             |                               |
| ORŁ | Orzeł Łubowo                  | 9                             |                               |
| DDA | Darłovia Darłowo              | 10                            |                               |
| VSI | Victoria Sianów               | 11                            |                               |
| GTY | Głaz Tychowo                  | 12                            |                               |
| MIR | Mirstal Mirosławiec           | 13                            |                               |
| Spadek z IV ligi 2008/2009                                                                                    |                               |                               |                               |
| grupa zachodniopomorska                                                                                       |                               |                               |                               |
| OWA | Orzeł Wałcz                   | 16                            |                               |
| Awans z klasy okręgowej 2008/2009                                                                             |                               |                               |                               |
| grupa Koszalin (południe)                                                                                     |                               |                               |                               |
| WSZ | Wielim Szczecinek             | 1                             |                               |
| grupa Koszalin (północ)                                                                                       |                               |                               |                               |
| BAK | Bałtyk Koszalin               | 1                             |                               |
| KO2 | Kotwica II Kołobrzeg          | 21                            |                               |
| Oznaczenia: - kolumna pierwsza – skróty nazw drużyn, - kolumna trzecia – miejsce zajęte w poprzednim sezonie. |                               |                               |                               |

Objaśnienia:
1. Kotwica II Kołobrzeg wygrała baraże o awans do V ligi z Hubertusem Biały Bór.

#### Tabela
| Lp. | Drużyna                  | M  | Z  | R | P  | Bramki | Bramki | Różn. | Pkt | Uwagi                       | Bezpośrednio                |
| --- | ------------------------ | -- | -- | - | -- | ------ | ------ | ----- | --- | --------------------------- | --------------------------- |
| 1   | Bałtyk Koszalin (M) (A)  | 30 | 25 | 4 | 1  | 100    | 25     | +75   | 79  | Awans do IV ligi            |                             |
| 2   | Lech Czaplinek (A)       | 30 | 17 | 5 | 8  | 58     | 32     | +26   | 56  | Awans do IV ligi            |                             |
| 3   | Wiekowianka Wiekowo      | 30 | 14 | 9 | 7  | 48     | 29     | +19   | 51  |                             | WIE – OWA 2:0 OWA – WIE 1:1 |
| 4   | Orzeł Wałcz              | 30 | 16 | 3 | 11 | 55     | 42     | +13   | 51  |                             | WIE – OWA 2:0 OWA – WIE 1:1 |
| 5   | Rasel Dygowo             | 30 | 14 | 6 | 10 | 59     | 42     | +17   | 48  |                             |                             |
| 6   | Głaz Tychowo             | 30 | 13 | 6 | 11 | 68     | 55     | +13   | 45  | GTY – MAL 1:0 MAL – GTY 1:2 |                             |
| 7   | Arkadia Malechowo        | 30 | 14 | 3 | 13 | 56     | 52     | +4    | 45  | GTY – MAL 1:0 MAL – GTY 1:2 |                             |
| 8   | Sokół Karlino            | 30 | 11 | 7 | 12 | 35     | 37     | −2    | 40  |                             |                             |
| 9   | Victoria Sianów          | 30 | 12 | 3 | 15 | 59     | 61     | −2    | 39  | VSI – DDA 3:1 DDA – VSI 1:2 |                             |
| 10  | Darłovia Darłowo         | 30 | 11 | 6 | 13 | 50     | 70     | −20   | 39  | VSI – DDA 3:1 DDA – VSI 1:2 |                             |
| 11  | Wielim Szczecinek        | 30 | 11 | 5 | 14 | 67     | 70     | −3    | 38  |                             |                             |
| 12  | Orzeł Łubowo             | 30 | 12 | 1 | 17 | 40     | 53     | −13   | 37  | ORŁ – PPZ 7:1 PPZ – ORŁ 2:2 |                             |
| 13  | Pogoń Połczyn Zdrój (S)  | 30 | 11 | 4 | 15 | 49     | 72     | −23   | 37  | ORŁ – PPZ 7:1 PPZ – ORŁ 2:2 | Spadek do klasy okręgowej   |
| 14  | Kotwica II Kołobrzeg (S) | 30 | 10 | 3 | 17 | 44     | 67     | −23   | 33  |                             | Spadek do klasy okręgowej   |
| 15  | Mirstal Mirosławiec (S)  | 30 | 5  | 7 | 18 | 35     | 68     | −33   | 22  |                             | Spadek do klasy okręgowej   |
| 16  | Gryf Polanów (S)         | 30 | 6  | 2 | 22 | 31     | 88     | −57   | 20  |                             | Spadek do klasy okręgowej   |

### Grupa szczecińska

#### Drużyny
| Uczestnicy poprzedniej edycji                                                                                 | Uczestnicy poprzedniej edycji  | Uczestnicy poprzedniej edycji | Uczestnicy poprzedniej edycji |
| --- | ------------------------------ | ----------------------------- | ----------------------------- |
| KLU | Kluczevia Stargard Szczeciński | 2                             |                               |
| SPG | Sparta Gryfice                 | 3                             |                               |
| ARS | Arkonia Szczecin               | 4                             |                               |
| ŚWS | Świt Szczecin                  | 5                             |                               |
| PEŁ | Kłos Pełczyce                  | 6                             |                               |
| OMY | Osadnik Myślibórz              | 7                             |                               |
| CHO | Odra Chojna                    | 8                             |                               |
| OTZ | Orzeł Trzcińsko Zdrój          | 9                             |                               |
| GMI | GKS Mierzyn                    | 10                            |                               |
| PPŁ | Polonia Płoty                  | 11                            |                               |
| WP2 | Woda/Piast II Rzecko           | 12                            |                               |
| ISM | Iskierka Śmierdnica            | 13                            |                               |
| SLI | Stal Lipiany                   | 14                            |                               |
| WEG | Sparta Węgorzyno               | 15                            |                               |
| Awans z klasy okręgowej 2008/2009                                                                             |                                |                               |                               |
| grupa Szczecin I                                                                                              |                                |                               |                               |
| PON | Pomorzanin Nowogard            | 1                             |                               |
| grupa Szczecin II                                                                                             |                                |                               |                               |
| DOB | Zorza Dobrzany                 | 1                             |                               |
| Oznaczenia: - kolumna pierwsza – skróty nazw drużyn, - kolumna trzecia – miejsce zajęte w poprzednim sezonie. |                                |                               |                               |

#### Tabela
| Lp. | Drużyna                                | M  | Z  | R  | P  | Bramki | Bramki | Różn. | Pkt | Uwagi                       | Bezpośrednio                |
| --- | -------------------------------------- | -- | -- | -- | -- | ------ | ------ | ----- | --- | --------------------------- | --------------------------- |
| 1   | Kluczevia Stargard Szczeciński (M) (A) | 30 | 21 | 5  | 4  | 85     | 22     | +63   | 68  | Awans do IV ligi            |                             |
| 2   | Odra Chojna (A)                        | 30 | 20 | 5  | 5  | 66     | 27     | +39   | 65  | Awans do IV ligi            | CHO – ARS 2:1 ARS – CHO 1:2 |
| 3   | Arkonia Szczecin                       | 30 | 20 | 5  | 5  | 77     | 25     | +52   | 65  |                             | CHO – ARS 2:1 ARS – CHO 1:2 |
| 4   | Polonia Płoty                          | 30 | 15 | 7  | 8  | 80     | 43     | +37   | 52  |                             |                             |
| 5   | Osadnik Myślibórz                      | 30 | 15 | 3  | 12 | 70     | 56     | +14   | 48  |                             |                             |
| 6   | Zorza Dobrzany                         | 30 | 13 | 6  | 11 | 50     | 41     | +9    | 45  |                             |                             |
| 7   | Stal Lipiany                           | 30 | 13 | 5  | 12 | 56     | 65     | −9    | 44  |                             |                             |
| 8   | Pomorzanin Nowogard                    | 30 | 11 | 10 | 9  | 37     | 38     | −1    | 43  | PON – OTZ 0:0 OTZ – PON 1:4 |                             |
| 9   | Orzeł Trzcińsko Zdrój                  | 30 | 12 | 7  | 11 | 54     | 47     | +7    | 43  | PON – OTZ 0:0 OTZ – PON 1:4 |                             |
| 10  | Świt Szczecin                          | 30 | 11 | 9  | 10 | 53     | 39     | +14   | 42  |                             |                             |
| 11  | Kłos Pełczyce                          | 30 | 11 | 6  | 13 | 42     | 51     | −9    | 39  |                             |                             |
| 12  | Sparta Gryfice                         | 30 | 10 | 7  | 13 | 53     | 67     | −14   | 37  |                             |                             |
| 13  | GKS Mierzyn (S)                        | 30 | 7  | 6  | 17 | 35     | 57     | −22   | 27  | Spadek do klasy okręgowej   |                             |
| 14  | Woda/Piast II Rzecko1                  | 30 | 6  | 5  | 19 | 32     | 92     | −60   | 23  | Drużyna wycofana            |                             |
| 15  | Sparta Węgorzyno (S)                   | 30 | 5  | 2  | 23 | 27     | 85     | −58   | 17  | Spadek do klasy okręgowej   |                             |
| 16  | Iskierka Śmierdnica (S)                | 30 | 4  | 4  | 22 | 18     | 80     | −62   | 16  | Spadek do klasy okręgowej   |                             |